# Crédit Agricole (Radsportteam)

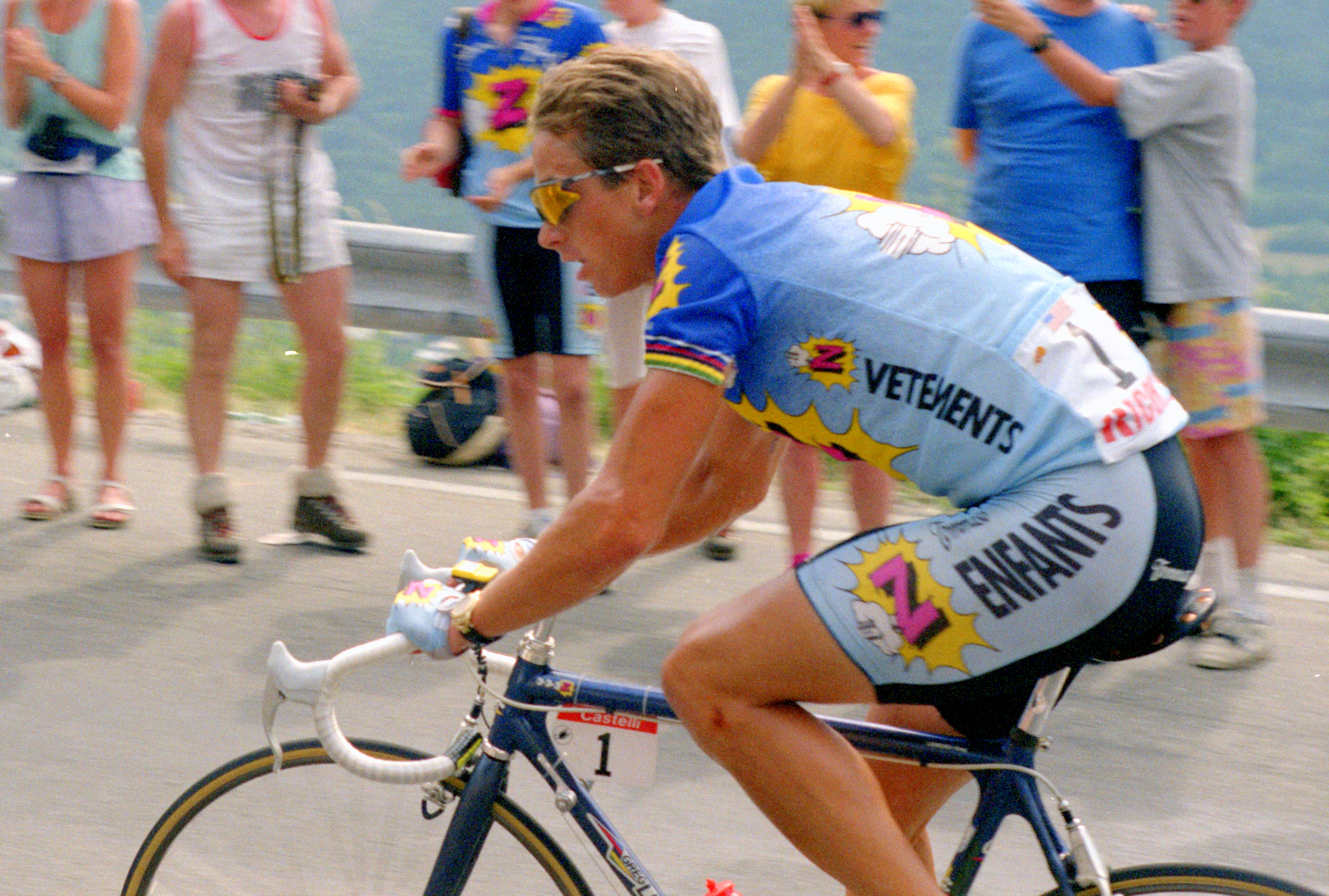
Greg Lemond für Z, 1991

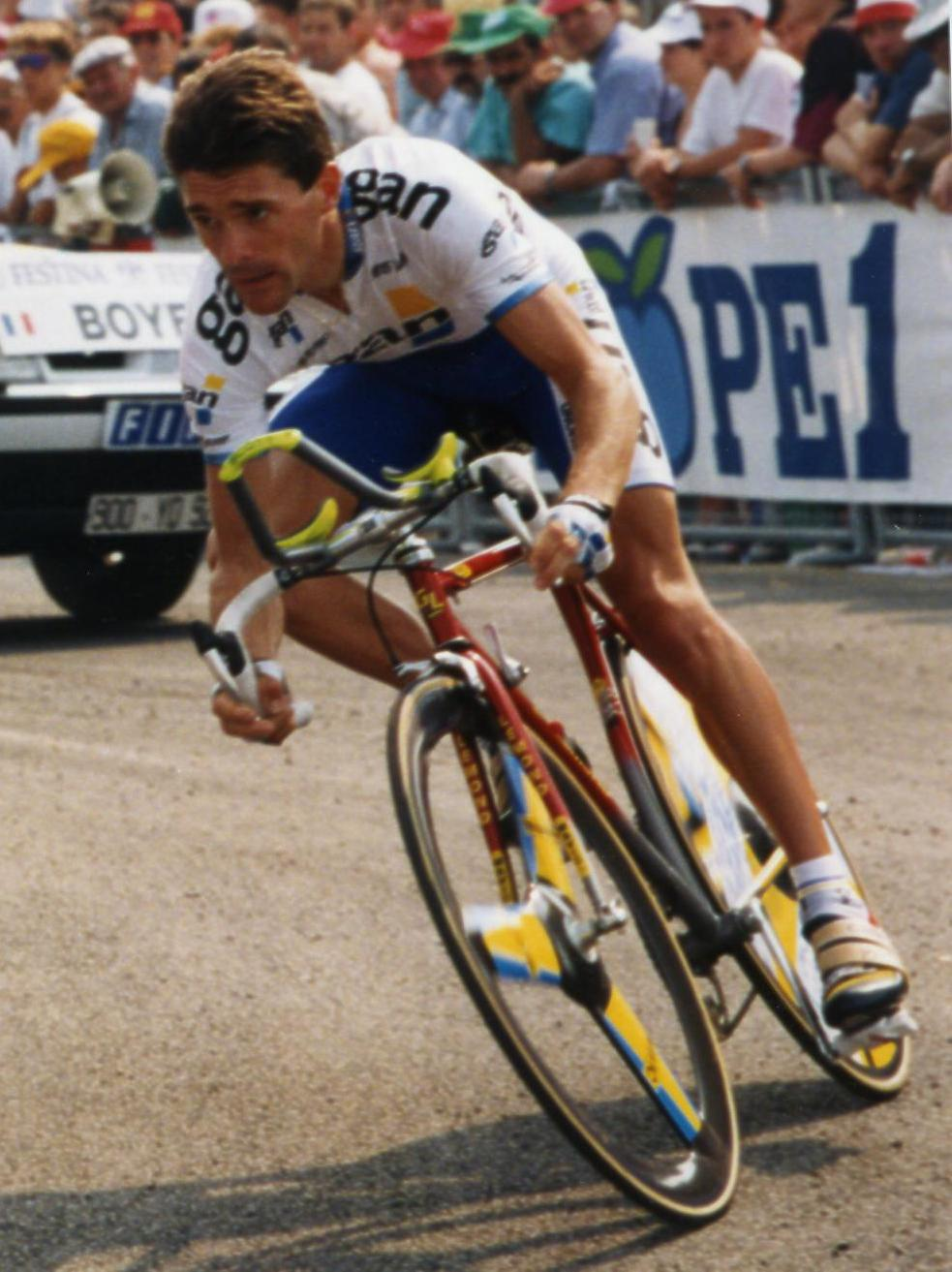
Éric Boyer für gan, 1993

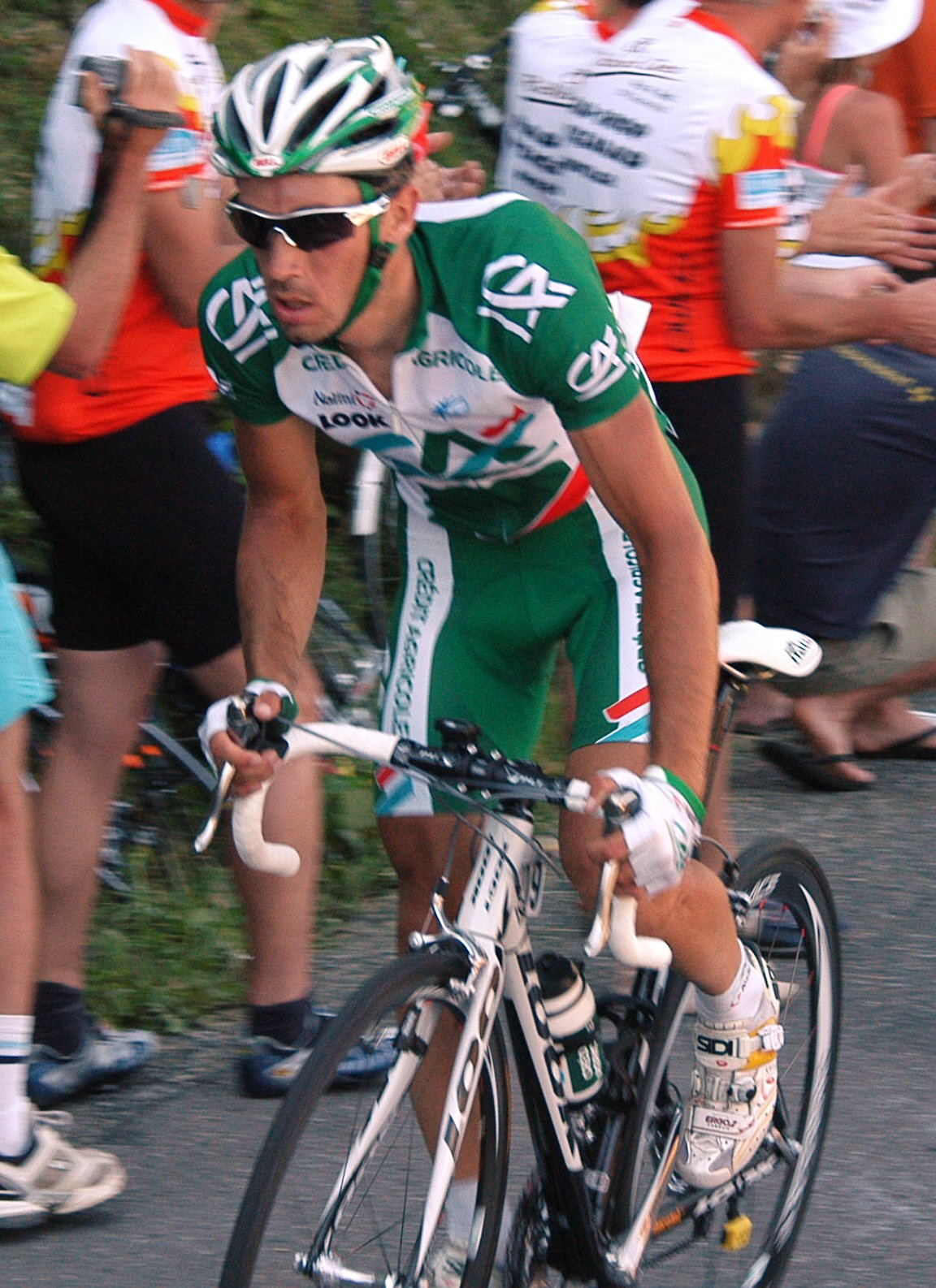
Christophe Le Mével für CA, 2007

Crédit Agricole oder Z-Peugeot, Z-Tomasso, Z oder gan war ein französisches Radsportteam, das von 1987 bis 2008 bestand. Es galt als Nachfolgeteam der Equipe Peugeot und wurde von Roger Legeay geleitet. Größter Erfolg war der letzte Tour-de-France-Sieg 1990 von Greg LeMond.

## Geschichte

### Z-Peugeot, Z-Peugeot und Z (1987–1992)
Das Team wurde 1987 aus Teilen des Radsportteams Peugeot von Roger Legeay gegründet. Neben den Siegen konnte das Team dritte Plätze beim Criterium International, der Tour de Romandie und der Dauphiné Libéré, Platz 5 beim Amstel Gold Race und Platz 6 bei Paris–Roubaix erreichen. Ein Jahr später erzielte man zweite Plätze bei Paris–Nizza, der Schweden-Rundfahrt, der Tour de Limousin, der Route du Sud und bei Paris–Camembert und die Plätze 8 und 13 beim Amstel Gold Race und Paris–Roubaix. 1988 erzielte das Team unter dem Namen Z-Peugeot seinen ersten Etappensieg bei der Tour de France, als Jérôme Simon (Pascal Simons Bruder) die 9. Etappe der Tour gewann. 1987 erwirkte das Team Platz 2 beim Dauphiné Libéré, Platz 3 bei der Tour de Romandie und Platz 10 bei der Tour de France durch Robert Millar, der bei der Tour den zweiten Etappensieg für das Team holte. Bei den Klassikern konnten Platz 4 bei Mailand–Sanremo und bei Paris–Roubaix sowie Platz 6 bei der La Flèche Wallonne und Platz 9 bei Lüttich–Bastogne–Lüttich erreicht werden. 1990 stieß Greg LeMond zum Team und konnte seinen dritten Toursieg feiern. Weiterhin konnte das Team zweite Plätze bei der Tour de Romandie, der Tour de Suisse, bei der Meisterschaft von Zürich sowie vierte Plätze bei der Lombardei-Rundfahrt und Paris–Tours vorzeigen. 1991 belegte das Team Platz 7 bei der Tour de France und Platz 6 beim Giro d’Italia. Vierte Plätze gab es bei der Dauphiné Libéré, der Tour de Suisse, der Lombardei-Rundfahrt und Platz 6 bei Paris–Nizza. 1992 konnten zweite Plätze bei Paris–Bourges und der Tour DuPont, vierte Plätze bei der Tour de Suisse, dem Amstel Gold Race und dem GP du Midi-Libre erwirkt werden.

### gan (1993–1998)
Ab 1993 wechselte der Name des Sponsors und Chris Boardman wurde ins Team geholt. Neben den Siegen, wie zum Beispiel der Sieg bei Paris–Roubaix, konnten zweite Plätze bei Paris–Nizza, der Classique des Alpes, dritte Plätze bei der Dauphiné Libéré, dem Grand Prix des Nations und bei den Vier Tage von Dünkirchen erreicht werden. Im Folgejahr wurden unter anderem zweite Plätze beim Grand Prix Eddy Merckx, bei der Tour du Haut Var, Platz 3 bei der Dauphiné Libéré sowie Platz 7 bei Paris–Roubaix erzielt. Bei der Tour de France gab Greg LeMond das Rennen auf der 6. Etappe erschöpft auf und beendete daraufhin seine Karriere Ende der Saison 1994. 1995 konnte Chris Boardman den zweiten Platz bei der Dauphiné Libéré, bei der Tour de l’Oise belegen. Weitere Platzierungen waren dritte Plätze bei Circuit Cycliste Sarthe und der Tour du Limousin. Am Ende der Tour de France konnte der 30. Gesamtrang belegt werden. 1996 belegte das Team Platz 2 bei der La Flèche Wallonne, Platz 3 bei Paris–Nizza, sowie jeweils Platz 4 bei der Dauphiné Libéré und dem GP du Midi-Libre. 1997 wurden zweite Plätze bei der Flandern-Rundfahrt und der Tour de Ramondie, Platz 3 bei Paris–Tours, Platz 5 bei der Baskenland-Rundfahrt, sechste Plätze beim Dauphiné Libéré und Gent–Wevelgem, Platz 8 bei Paris–Roubaix und Platz 10 bei der Vuelta a España erreicht. Bei der Tour de France konnte das Team einen Tag das Gelbe Trikot präsentieren. 1998 startete das Team mit zweiten Plätzen bei den Classic Haribo, Platz 3 bei Mailand–Sanremo, Platz 5 bei Paris–Roubaix sowie siebte Plätze bei der Dauphiné Libéré und Gent–Wevelgem. Bei der Tour de France konnte das Team, neben den drei Etappensiegen, insgesamt fünf Tage das Gelbe Trikot tragen.

### Crédit Agricole (1998–2008)
Nach der Tour de France 1998 wurde ein neuer Sponsor für das Team gefunden. 1999 wurden zweite Plätze beim Etoile de Bessèges, Grand Prix des Nations, Grand Prix Cycliste La Marseillaise, Platz 5 bei GP du Midi-Libre, Platz 8 bei Tirreno–Adriatico und Platz 9 bei Paris–Nizza erzielt. 2000 standen zweite Plätze bei der Tour Down Under, beim GP Eddy Merckx, beim Grand Prix de Denain, beim Sparkassen Giro Bochum, der Mittelmeer-Rundfahrt und dem Circuit de la Sarthe zu Buche. Weitere Platzierungen wie Platz 5 bei den HEW Cyclassics oder sechste Plätze beim Criterium International, Paris–Nizza und Tirreno–Adriatico folgten. 2001 konnte das Team neben den Siegen nur Platz 2 bei Circuit de la Sarthe, Platz 3 beim Criterium International sowie Platz 4 bei Paris–Tours vorweisen. Bei der Tour de France konnte das Team sieben Tage das Gelbe Trikot verteidigen und Stuart O’Grady verlor erst auf der letzten Etappe das Grüne Trikot des Punktebesten an Erik Zabel. 2002 erwirkte das Team Platz 2 bei GP Ouest France-Plouay, Platz 3 bei der Dauphiné Libéré, sowie vierte Plätze bei GP du Midi-Libre und dem Criterium International. 2003 wurden Platz 3 bei der Flandern-Rundfahrt, Tour Down Under und bei Paris–Tours, Platz 5 bei der Dauphiné Libéré sowie Platz 8 bei der Tour de France erreicht. 2004 erwirkte das Team Platz 2 bei der Tour of Britain und Bordeaux-Caudéran, Platz 3 bei Grand Prix de Fourmies und bei der Regio-Tour, sowie Platz 4 bei den 4 Jours de Dunkerque und Platz 12 bei der Tour de France. 2005 startete mit Platz 3 bei Mailand–Sanremo und bei 4 Jours de Dunkerque sowie Platz 5 bei Gent–Wevelgem erfolgreich. Außerdem wurde beim Giro d’Italia Platz 8 und bei der Tour de France Platz 11 erzielt. 2006 wurde Platz 2 bei der Tour de Langkawi, der Mittelmeer-Rundfahrt und bei Paris–Corrèze, Platz 4 bei der Clásica San Sebastián und Paris-Tours sowie Platz 6 bei der Polen-Rundfahrt erreicht. Neben den Siegen konnten 2007 zweite Plätze beim GP Ouest France-Plouay, bei Paris-Camembert, dem GP de Denain sowie Platz 5 bei der Luxemburg-Rundfahrt erreicht werden. 2008 standen neben den Siegen zweite Plätze bei Vattenfall Cyclassics, beim Circuit de Lorraine, Platz 3 beim Omloop Het Volk und der Katalonien-Rundfahrt, Platz 4 bei der Luxemburg-Rundfahrt und Platz 5 bei der Deutschland Tourr zu Buche. Nachdem kein neuer Sponsor gefunden werden konnte, löste sich das Team zum Ende der Saison 2008 auf.

### Sponsoring
Hauptsponsor war von 1987 bis 1992 die Kinderbekleidungsmarke Z. 1993 übernahm die französische Versicherungsgesellschaft gan als Hauptsponsor. 1998 stellte diese allerdings das Sponsoring ein, weil gan „faktisch“ bankrott war und deshalb im Juli 1998 von der Groupama übernommen wurde. Daraufhin sprang die französische Bank Crédit Agricole, die Finanzdienstleistungen auf internationaler Ebene anbietet, als Sponsor ein.
Co-Sponsoren waren von 1987 bis 1989 der französische Konzern Peugeot, welcher unter anderem Fahrräder und Automobile produziert. 1990 war es der amerikanische Hersteller Tomasso von Fahrradbedarf und Fahrradbekleidung.

## Erfolge (Auszug)
1987
- Gesamtwertung und zwei Etappen Etoile de Bessèges
- Trofeo Laigueglia
- Tour du Vaucluse
- GP Ouest France-Plouay
- Boucles de l’Aulne

1988
- Gesamtwertung und eine Etappe Route du Sud
- eine Etappe Tour de France
- Grand Prix de Rennes

1989
- Gesamtwertung und eine Etappe Route du Sud
- Grand Prix Midi Libre
- Gesamtwertung und zwei Etappen Schweden-Rundfahrt
- eine Etappe Tour de France
- Trophée des Grimpeurs

1990
- Tour de France
- Critérium du Dauphiné
- zwei Etappen Giro d’Italia
- eine Etappe Tour de Suisse
- Gesamtwertung und eine Etappe Tour du Vaucluse
- Boucles de l’Aulne
- Tour de Vendée
- Grand Prix Cholet-Pays de la Loire
- Critérium des As

1991
- eine Etappe Giro d’Italia
- eine Etappe Tour de Suisse
- Gesamtwertung und zwei Etappen Tour du Poitou Charentes et de la Vienne
- Gesamtwertung und zwei Etappen Grand Prix Midi Libre
- Gesamtwertung und zwei Etappen Circuit Cycliste Sarthe
- Grand Prix de Rennes
- Trophée des Grimpeurs
- Tour d’Armorique

1992
- Paris–Roubaix
- eine Etappe Tour de France
- eine Etappe Tour de Suisse
- Gesamtwertung und zwei Etappen Tour DuPont
- Gesamtwertung und eine Etappe Tour du Poitou Charentes et de la Vienne
- Gesamtwertung und eine Etappe Tour du Limousin
- Tour de Vendée

1993
- Paris–Roubaix
- Gesamtwertung und zwei Etappen Route du Sud
- Tour de Normandie
- Tour du Haut Var
- Grand Prix d’Ouverture La Marseillaise
- Paris–Brüssel
- Grand Prix Eddy Merckx
- Grand Prix de Rennes
- Trophée des Grimpeurs
- Chrono des Herbiers
- GP Ouest France-Plouay

1994
- zwei Etappen Tour de France
- drei Etappen Critérium du Dauphiné
- eine Etappe Tour de Suisse
- zwei Etappen 4 Jours de Dunkerque
- zwei Etappen Murcia-Rundfahrt
- Bordeaux-Caudéran
- eine Etappe Tour de l’Avenir
- eine Etappe Tour de l’Ain
- eine Etappe Route du Sud
- Chrono des Herbiers

1995
- vier Etappen Circuit de la Sarthe
- zwei Etappen Tour du Poitou Charentes et de la Vienne
- eine Etappe Critérium du Dauphiné
- eine Etappe Grand Prix Midi Libre
- eine Etappe 4 Jours de Dunkerque
- eine Etappe Tour du Limousin
- eine Etappe Tour de l’Oise
- A Travers le Morbihan
- Boucles de la Mayenne
- Grand Prix de France
- eine Etappe Baskenland-Rundfahrt
- eine Etappe Critérium International
- Bordeaux-Caudéran
- Französischer Meister – Straßenrennen

1996
- zwei Etappen Tour de France
- Gesamtwertung und drei Etappen Tour du Poitou Charentes
- Gesamtwertung und zwei Etappen Tour de l’Oise
- Gesamtwertung und eine Etappe Critérium International
- Gesamtwertung und eine Etappe 4 Jours de Dunkerque
- drei Etappen Grand Prix Midi Libre
- drei Etappen Route du Sud
- zwei Etappen Critérium du Dauphiné
- zwei Etappen Paris–Nizza
- eine Etappe Circuit de la Sarthe
- eine Etappe Valencia-Rundfahrt
- eine Etappe Murcia-Rundfahrt
- Chrono des Herbiers
- Französischer Meister – Straßenrennen
- Französischer Meister – Einzelzeitfahren
- Cholet-Pays de Loire
- Grand Prix des Nations
- Telekom Grand Prix
- GP Eddy Merckx
- Josef Voegeli Memorial
- Trophée des Grimpeurs
- Tour de Vendée
- La Côte Picarde

1997
- zwei Etappen Tour de France
- eine Etappe Vuelta a España
- vier Etappen Herald Sun Tour
- zwei Etappen Katalonien-Rundfahrt
- zwei Etappen Tour de Romandie
- eine Etappe Critérium du Dauphiné
- eine Etappe Valencia-Rundfahrt
- eine Etappe Tour de l’Ain
- eine Etappe Bayern-Rundfahrt
- Französischer Meister – Einzelzeitfahren

1998
- drei Etappen Tour de France
- Gesamtwertung und vier Etappen Prudential Tour
- zwei Etappen Critérium du Dauphiné
- zwei Etappen Katalonien-Rundfahrt
- eine Etappe Tour de l’Ain
- eine Etappe Baskenland-Rundfahrt
- eine Etappe Luxemburg-Rundfahrt
- eine Etappe Schweden-Rundfahrt
- eine Etappe Tour de l’Avenir
- eine Etappe Tour du Poitou Charentes et de la Vienne

1999
- Gesamtwertung und zwei Etappen Tour Down Under
- Gesamtwertung und eine Etappe Critérium International
- Classic Haribo
- zwei Etappen Prudential Tour
- eine Etappe Paris–Nizza
- eine Etappe Tour de l’Avenir
- eine Etappe Tour de l’Ain
- eine Etappe Route du Sud
- eine Etappe Circuit de la Sarthe
- Josef Voegeli Memorial
- Bordeaux-Caudéran
- Breitling Grand Prix
- Französischer Meister – Straßenrennen
- Australischer Meister – Straßenrennen

2000
- Bayern-Rundfahrt
- drei Etappen Ringerike Grand Prix
- zwei Etappen Tour de Normandie
- Grand Prix Cholet-Pays de la Loire
- eine Etappe Tour de l’Avenir
- eine Etappe Tour de l’Ain
- eine Etappe Critérium du Dauphiné
- eine Etappe Grand Prix Midi Libre
- eine Etappe Tour de l’Oise
- eine Etappe Tour de Wallonie
- Tour du Finistère

2001
- zwei Etappen Tour de France
- Tour Down Under
- Gesamtwertung und drei Etappen Tour de Normandie
- Gesamtwertung und eine Etappe Bayern-Rundfahrt
- Gesamtwertung und zwei Etappen PostGirot Open
- Gesamtwertung und zwei Etappen Paris–Corrèze
- Tour du Poitou Charentes et de la Vienne
- zwei Etappen Critérium du Dauphiné
- eine Etappe Route du Sud
- eine Etappe Polen-Rundfahrt
- Grand Prix des Nations

2002
- eine Etappe Tour de France
- Boucles de l’Aulne
- eine Etappe Tour de l’Ain
- eine Etappe 4 Jours de Dunkerque
- eine Etappe Critérium International
- eine Etappe Tour du Limousin
- eine Etappe Circuit des Ardennes
- eine Etappe Paris–Corrèze
- Norwegische Meisterschaft – Einzelzeitfahren

2003
- drei Etappen 4 Jours de Dunkerque
- zwei Etappen Tour du Poitou Charentes et de la Vienne
- zwei Etappen Tour de Langkawi
- eine Etappe Critérium International
- eine Etappe Critérium du Dauphiné
- Paris–Bourges
- eine Etappe Polen-Rundfahrt
- Grote Prijs Jef Scherens
- eine Etappe Tour de l’Avenir
- eine Etappe Vuelta a Castilla y León
- Australischer Meister – Straßenrennen

2004
- eine Etappe Tour de France
- Gesamtwertung und eine Etappe Tour du Limousin
- Gesamtwertung und zwei Etappen Tour du Languedoc-Roussillon
- Sachsen-Tour
- Grand Prix de Fourmies
- Tour de Vendée
- Grand Prix de Denain
- Classic Haribo
- Trophée des Grimpeurs
- eine Etappe Critérium du Dauphiné
- eine Etappe Deutschland Tour
- eine Etappe Etoile de Bessèges
- Norwegische Meisterschaft – Straßenrennen
- Norwegische Meisterschaft – Einzelzeitfahren

2005
- eine Etappe Giro d’Italia
- eine Etappe Vuelta a España
- Gesamtwertung und zwei Etappen Tour du Limousin
- Luxemburg-Rundfahrt
- zwei Etappen La Route du Sud Cycliste-La Dépêche du Midi
- eine Etappe Critérium du Dauphiné
- eine Etappe Tour du Poitou Charentes et de la Vienne
- eine Etappe Tour de l’Avenir
- eine Etappe Polen-Rundfahrt
- eine Etappe Circuit Franco-Belge
- eine Etappe Katalonien-Rundfahrt
- eine Etappe Tour de Picardie
- eine Etappe 4 Jours de Dunkerque
- eine Etappe Circuit de Lorraine
- eine Etappe Circuit de la Sarthe
- Bordeaux-Caudéran
- Estnische Meisterschaft – Einzelzeitfahren
- Estnische Meisterschaft – Straßenrennen
- Kasachische Meisterschaft – Einzelzeitfahren
- Norwegische Meisterschaft – Einzelzeitfahren

2006
- zwei Etappen Tour de France
- eine Etappe und  Punktewertung Vuelta a España
- Gent–Wevelgem
- Tro-Bro Léon
- zwei Etappen Tour de Langkawi
- zwei Etappen Étoile de Bessèges
- Polynormande
- Châteauroux Classic de l’Indre
- eine Etappe Tour du Poitou Charentes et de la Vienne
- eine Etappe Tour de l'Ain
- eine Etappe Tour du Limousin
- eine Etappe Critérium du Dauphiné
- eine Etappe Katalonien-Rundfahrt
- eine Etappe Route du Sud
- eine Etappe Tour de Picardie
- eine Etappe Tirreno–Adriatico
- eine Etappe Österreich-Rundfahrt
- Ungarische Meisterschaft – Straßenrennen
- Ungarische Meisterschaft – Einzelzeitfahren
- Estnische Meisterschaft – Einzelzeitfahren

2007
- eine Etappe Tour de France
- eine Etappe Giro d’Italia[3]
- Gesamtwertung und eine Etappe Tour de Langkawi
- Chrono des Nations
- Route Adélie
- drei Etappen La Tropicale Amissa Bongo Ondimba
- eine Etappe Tour de Picardie
- eine Etappe Tour de l’Ain
- eine Etappe Tour du Limousin
- eine Etappe Tour de Wallonie
- eine Etappe Luxemburg-Rundfahrt
- eine Etappe Circuit de la Sarthe
- eine Etappe Étoile de Bessèges
- eine Etappe Tour Down Under
- Neuseeländische Meisterschaft – Straßenrennen
- Irischer Meister – Einzelzeitfahren
- Ungarische Meisterschaft – Einzelzeitfahren

2008
- zwei Etappen Tour de France
- eine Etappe Vuelta a España
- Gesamtwertung und zwei Etappen Mittelmeer-Rundfahrt
- Gesamtwertung und zwei Etappen Tour du Limousin
- zwei Etappen Katalonien-Rundfahrt
- Grand Prix de la Somme
- Grand Prix d’Isbergues
- eine Etappe Tour de l’Ain
- eine Etappe Tour du Limousin
- eine Etappe Tour de Wallonie
- eine Etappe Luxemburg-Rundfahrt
- eine Etappe Circuit Franco-Belge
- eine Etappe Route du Sud
- eine Etappe Critérium du Dauphiné
- eine Etappe 4 Jours de Dunkerque
- eine Etappe Volta ao Distrito de Santarém
- eine Etappe Grand Prix Paredes Rota dos Móveis
- eine Etappe Polen-Rundfahrt
- eine Etappe Paris–Nizza
- eine Etappe Tour Ivoirien de la Paix
- eine Etappe Critérium International
- eine Etappe Circuit de Lorraine
- eine Etappe Tour de Langkawi
- eine Etappe Étoile de Bessèges
- eine Etappe Tour Down Under
- Litauische Meisterschaft – Einzelzeitfahren
- Ungarische Meisterschaft – Einzelzeitfahren

## Wichtige Platzierungen
| Grand Tour            | 1987 | 1988 | 1989 | 1990 | 1991 | 1992 | 1993 | 1994 | 1995 | 1996 | 1997 | 1998 | 1999 | 2000 | 2001 | 2002 | 2003 | 2004 | 2005 | 2006 | 2007 | 2008 |
| --------------------- | ---- | ---- | ---- | ---- | ---- | ---- | ---- | ---- | ---- | ---- | ---- | ---- | ---- | ---- | ---- | ---- | ---- | ---- | ---- | ---- | ---- | ---- |
| Giro d’ItaliaGiro     | –    | –    | –    | 21   | 6    | 10   | 44   | –    | –    | –    | –    | –    | –    | –    | –    | –    | –    | –    | 8    | 14   | 27   | –    |
| Tour de FranceTour    | 20   | 7    | 10   | 1    | 7    | 12   | 28   | 51   | 30   | 39   | 32   | 24   | 30   | 48   | 18   | 67   | 8    | 12   | 11   | 15   | 26   | 18   |
| Vuelta a EspañaVuelta | –    | –    | –    | –    | –    | –    | –    | –    | 69   | –    | 10   | DNF  | –    | –    | –    | –    | –    | –    | 20   | 32   | 27   | 13   |

| Monument                 | 1987 | 1988 | 1989 | 1990 | 1991 | 1992 | 1993 | 1994 | 1995 | 1996 | 1997 | 1998 | 1999 | 2000 | 2001 | 2002 | 2003 | 2004 | 2005 | 2006 | 2007 | 2008 |
| ------------------------ | ---- | ---- | ---- | ---- | ---- | ---- | ---- | ---- | ---- | ---- | ---- | ---- | ---- | ---- | ---- | ---- | ---- | ---- | ---- | ---- | ---- | ---- |
| Mailand–Sanremo          | 12   | 12   | 4    | 44   | 32   | 22   | 8    | 71   | 22   | 68   | 55   | 3    | 22   | –    | 30   | 73   | 21   | –    | 3    | 13   | 20   | 9    |
| Flandern-Rundfahrt       | 86   | 40   | 16   | 13   | 30   | 22   | 17   | 56   | 62   | 17   | 2    | 14   | 43   | 40   | 46   | 73   | 3    | 38   | 31   | 14   | 60   | 27   |
| Paris–Roubaix            | 6    | 11   | 4    | 6    | 12   | 1    | 1    | 7    | 19   | 9    | 8    | 5    | 43   | 19   | 40   | 33   | 18   | 17   | 9    | 48   | 39   | 38   |
| Lüttich–Bastogne–Lüttich | 11   | 18   | 9    | 10   | 25   | 15   | 41   | –    | –    | 42   | 22   | 44   | 19   | 34   | 34   | 26   | 26   | 48   | 21   | 27   | 18   | 54   |
| Lombardei-Rundfahrt      | –    | –    | 31   | 4    | 4    | –    | 41   | –    | 48   | –    | 15   | 28   | 50   | –    | –    | 51   | –    | –    | 52   | 40   | 104  | –    |

## Bekannte Fahrer
- Bruno Cornillet (1987–1992)
- Gilbert Duclos-Lassalle (1987–1995)
- Ronan Pensec (1987–1990+1996–1997)
- Pascal Simon (1987)
- Kim Anderson (1988–1992)
- Atle Kvålsvoll (1988–1992)
- Éric Boyer (1989–1994)
- Robert Millar (1989–1991)
- Greg LeMond (1990–1994)
- Eddy Seigneur (1992–1996+1998)
- Chris Boardman (1993–2000)
- Stuart O’Grady (1995–2003)
- Frédéric Moncassin (1996–1999)
- Sébastien Hinault (1996–2008)
- Jens Voigt (1998–2003)
- Magnus Bäckstedt (1998–2001)
- Cédric Vasseur (1998–1999)
- François Simon (1998–1999)
- Thor Hushovd (1999–2008)
- Christophe Moreau (2002–2007)
- Christophe Le Mével (2002–2008)
- Bradley Wiggins (2004–2005)
- Julian Dean (2004–2007)
- Patrice Halgand (2004–2008)
- Alexander Bocharov (2004–2008)
- Pietro Caucchioli (2005–2008)
- Jaan Kirsipuu (2005–2006)
- László Bodrogi (2005–2008)
- Dmitri Fofonow (2006–2008)
- Mark Renshaw (2006–2008)
- Pierre Rolland (2006–2008)
- Nicolas Roche (2007–2008)
- Angelo Furlan (2007–2008)